# Karl zu Mecklenburg (1785–1837)

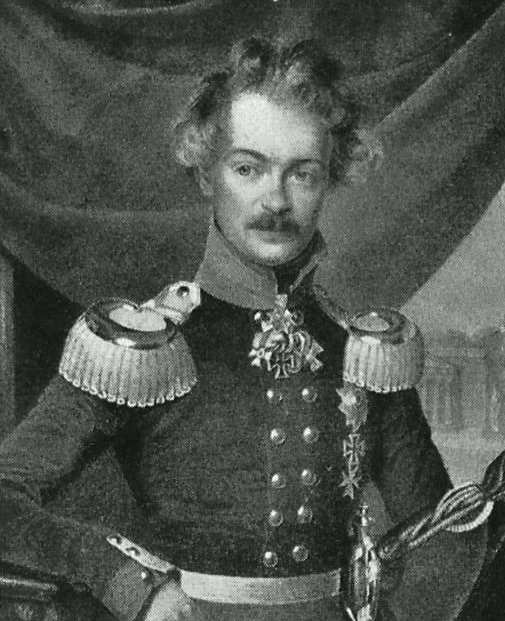
Karl zu Mecklenburg (-Strelitz)

Karl Friedrich August, Herzog zu Mecklenburg [-Strelitz], Pseud.: C. Weisshaupt, J. E. Mand (* 30. November 1785 in Hannover; † 21. September 1837 in Berlin) war ein preußischer General der Infanterie, 1827 Präsident des Preußischen Staatsrates und Schriftsteller.

## Leben

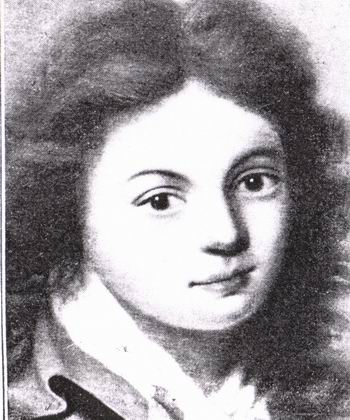
Prinz Karl

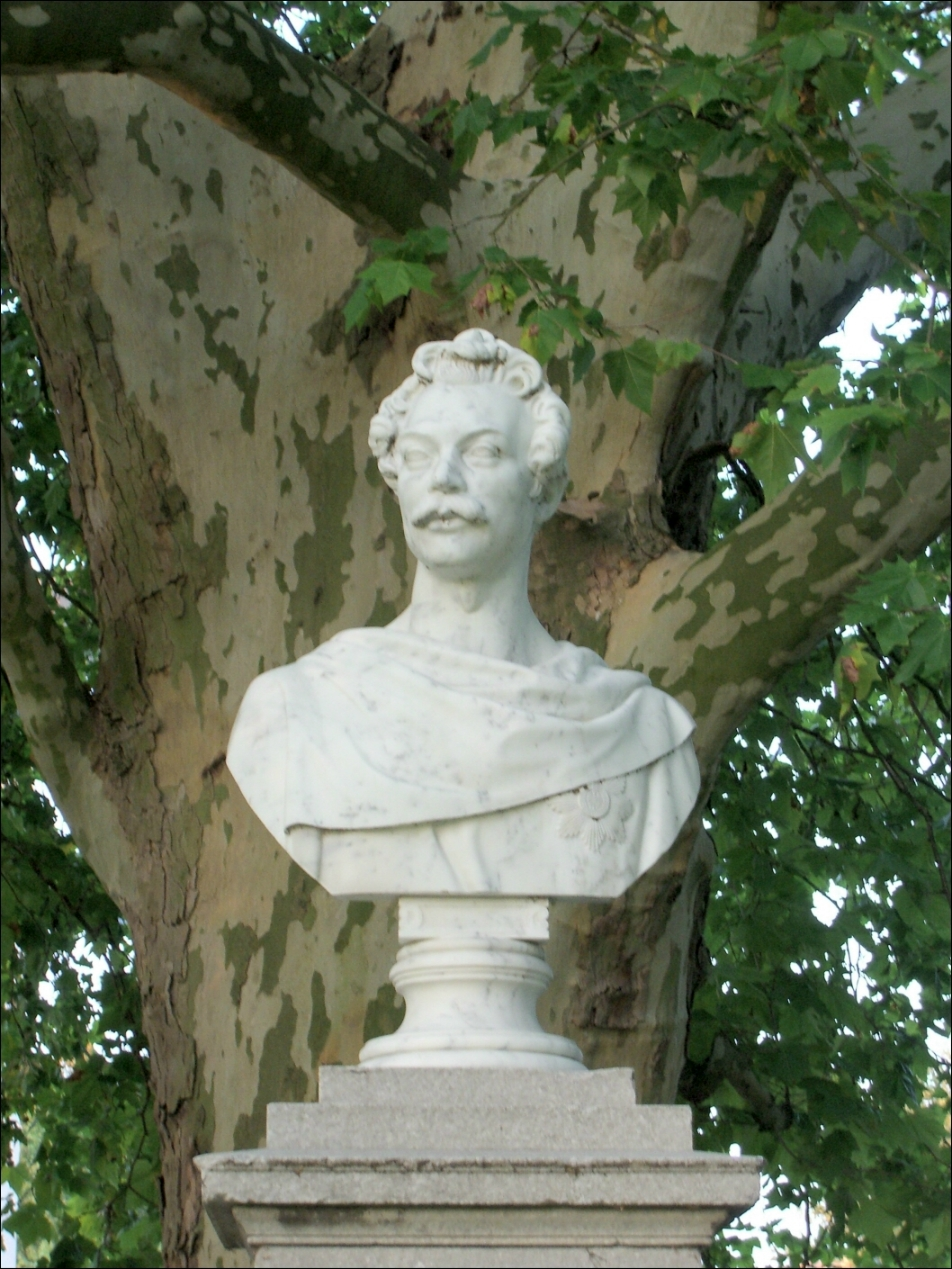
Marmorbüste Herzog Karls am Friedrich-Wilhelm-Buttel-Platz in Neustrelitz

Herzog Karl war der Sohn des im mecklenburgischen Landesteil Mecklenburg-Strelitz regierenden (Groß-)Herzogs Karl II. und dessen zweiter Ehefrau Charlotte von Hessen-Darmstadt, die an den Folgen seiner Geburt starb. Als Prinz aus der Strelitzer Linie des Hauses Mecklenburg führte er den Adelstitel „Herzog“.
Er trat am 1. Januar 1799 als Stabskapitän in die Preußische Armee ein. Ab 1800 bis zu ihrer Flucht vor Napoleon 1806 war Herzog Karl ständiger Begleiter seiner Schwester Luise, der Königin von Preußen. Nachdem sie 1810 verstorben war, leitete er als Intendant kurzzeitig das Mecklenburgisch-Strelitzsche Hoftheater.
Karl nahm 1813 als Mitglied in Blüchers Stab an den Befreiungskriegen teil. Er kämpfte im August 1813 in der Schlacht an der Katzbach und konnte überlegene feindliche Kräfte bis in die Nacht in Schach halten. Später sicherte er die Verbindungswege zwischen den russischen und preußischen Einheiten. Als wieder überlegene französische Truppen angriffen, stellte er sich an die Spitze seiner Brigade und konnte die Angriffe abwehren. Für seine Tapferkeit in der Schlacht bei Wartenburg erhielt am 9. Oktober 1813 den Orden Pour le Mérite mit Eichenlaub. Herzog Karl war außerdem seit dem 20. Juli 1810 Ritter des Schwarzen Adlerordens. Für sein Vorgehen im Gefecht von Goldberg-Niederau erhielt er am 31. August 1813 das Eiserne Kreuz I. Klasse verliehen. Er konnte sich auch bei Möckern in der Völkerschlacht bei Leipzig auszeichnen. Am 16. Oktober 1813 wurden Herzog Karl und viele seiner Offiziere verwundet, und seine Brigade erlitt massive Verluste.
Am 21. Oktober 1813 wurde Herzog Karl Chef des 1. Infanterieregiments und kurz darauf am 8. Dezember 1813 zum Generalleutnant befördert. Er fungierte dann als solcher ab 20. September 1814 als Chef der Gardebrigade. Es folgte dann am 2. Dezember 1816 seine Ernennung zum Kommandierenden General des preußischen Garde- und Grenadierkorps, eine Stellung, die er bis zu seinem Tode innehatte. Ab 1817 gehörte er dem neu gegründeten preußischen Staatsrat an, dessen Präsident er am 9. Dezember 1827 wurde. Zwischenzeitlich hatte man ihn am 18. Juni 1825 zum General der Infanterie befördert.
Ab 1814 inszenierte und organisierte Herzog Karl zahlreiche Hof- und Familienfeste sowie Theateraufführungen. So inszenierte er am 24. Mai 1819 Goethes „Faust“ und war am 13. Juli 1829 einer der Organisatoren des Festes „Der Zauber der weissen Rose“, das anlässlich des Geburtstages der Zarin Alexandra Feodorowna in Potsdam-Sanssouci veranstaltet wurde. Diverse von ihm geschriebene Stücke und literarische Texte sind auch heute noch erhalten.
Nach schwerer Krankheit fand Karl zu Mecklenburg am 24. September 1837 in der Fürstengruft zu Mirow seine letzte Ruhe.

## Kurioses
Aus seiner Kindheit ist folgende Anekdote überliefert: Da seine Schwestern bereits in Darmstadt bei der Großmutter Maria Luise Albertine von Leiningen-Dagsburg-Falkenburg lebten, war der zweijährige Karl oft allein im Alten Palais. Um auf sich aufmerksam zu machen, stellte er eine Kiste mit gusseisernen Orden des Vaters auf das Fenstersims, kletterte von einem Stuhl aus selbst auf den Sims und warf schwere Orden aus dem ersten Stock in die Leinestraße hinunter. Das reichte für eine Beschwerde, weil sich Passanten davon bedroht fühlten. Der Vater beschloss nun, Karl und seinen Bruder Georg auch nach Darmstadt zu bringen.
Ein Spottvers, der auf den preußischen Staatsrat Friedrich August von Staegemann zurückgeht, erinnert noch heute an den Herzog: „Als Prinz, als General, als Präsident des Staatsrates schofel, Unübertrefflich aber stets als Mephistofel“. (Herzog Karl hatte in einer Aufführung von Goethes „Faust“ in der Vertonung von Fürst Anton Radziwill den Mephistopheles gegeben.)

## Werke
- Geschichte und Statut der Rosen-Ritterschaft. ohne Ort [Berlin], ohne Jahr [1827], (Digitalisat).
- Erinnerungen an Berlin. ohne Ort [Berlin], ohne Jahr [um 1830], (Digitalisat).
- Wir Deutsche Offiziere: Auszug aus einem Schreiben des verewigten Generals der Infanterie Herzogs Karl zu Mecklenburg. Decker, Berlin 1893.
- Romane:
  - Carl Herzog zu Mecklenburg-Strelitz, Caroline de La Motte Fouqué: Vergangenheit und Gegenwart: ein Roman in Briefen. Berlin 1822, (Digitalisat).
- Stücke:
  - [Pseudonym] C. Weisshaupt: Die Isolirten: Conversations-Stück in vier Akten. (als Manuskript gedruckt), Berlin 1837.
  - [Pseudonym] J.E. Mand: Demoiselle Bock. Bloch, Berlin, ohne Jahr.
  - [Pseudonym] J.E. Mand: Das Räthsel. Bloch, Berlin, ohne Jahr.

Der Berliner Theaterschriftsteller Carl Goldschmidt (1792–1857) verwendete das Pseudonym „J E MAND“ ebenfalls; andere unter diesem Namen veröffentlichte Stücke lassen sich in der Regel ihm zuweisen.

## Auszeichnungen
(Quelle: Großherzoglich-Mecklenburg-Strelitzscher Staatskalender 1824)
- Roter Adlerorden
- Großkreuz des Guelphen-Ordens
- Königlich Preußischer St. Johanniter-Orden
- Ritter des Militär-Maria-Theresien-Ordens
- Großkreuz des Ludwigsordens

---
- Orden des Heiligen Andreas des Erstberufenen
- Alexander-Newski-Orden
- Großkreuz des Ordens der Heiligen Anna
- Kaiserlich-Königlicher Orden vom Weißen Adler
- Orden des Heiligen Wladimir II. Klasse
- Russischer Orden des Heiligen Georg III. Klasse
- k.u. Sankt Stephans-Orden

## Gedenkkultur
Im Gedenken an den verstorbenen Herzog erhielt das 6. Ostpreußische Infanterie-Regiment Nr. 43 am 27. Januar 1889 die Bezeichnung Infanterie-Regiment „Herzog Karl von Mecklenburg-Strelitz“ (6. Ostpreußisches) Nr. 43.
Anlässlich des 50. Jahrestages des Beginns der Befreiungskriege ließ Großherzog Friedrich Wilhelm II. am 31. März 1863 eine Porträtbüste des Herzogs aufstellen. Die Marmorbüste modellierte der Bildhauer Albert Wolff im Jahr 1838 unter Anleitung des angesehenen Bildhauers Christian Daniel Rauch. Seit 1999 steht auf dem ehemaligen Paradeplatz, dem heutigen Friedrich-Wilhelm-Buttel-Platz, eine Kopie der Porträtbüste.